# Strongygaster didyma
Strongygaster didyma là một loài ruồi trong họ Tachinidae.